# كأس تشيلي 2016
كأس تشيلي 2016 (بالإسبانية: Copa Chile 2016)‏ هو الموسم 37 من كأس تشيلي. كان عدد الأندية المشاركة فيه 31، وفاز فيه كولو-كولو.